# Полицијска академија 4
Полицијска академија 4: Грађани у патроли (енгл. Police Academy 4: Citizens on Patrol), америчка је акциона комедија у режији Џима Дрејка, по сценарију који је написао Џин Квинтано.
Уверен да је његова лојална полиција преоптерећена радом, изнад свега, сребрнокоси командант Ерик Ласард долази на смелу идеју: зашто не регрутовати жељне цивиле да помогну у сузбијању злочина? Имајући ово на уму, амбициозни програм за борбу против криминала „Грађани у патроли“ оживљава; ипак, дволични и увек љигави главни ривал Полицијске академије, капетан Харис, с прикривеним намерама настоји да саботира операцију. Могу ли полицајац Махони и остатак тима да доведу регруте у форму и још једном извуку Ласарда из проблема?

## Радња
Командант Полицијске академије Ерик Ласард одлучио је да организује групу за помоћ цивилној полицији под називом Патролне заједнице (ЦП) како би повећао поверење грађана у полицију. Некадашњи дипломци, а сада полицајци и инструктори Академије Кери Махони, Деби Калахан, Мозес Хајтауер, Јуџин Таклбери, Лаверн Хукс, Ларвел Џонс, Чак Свитак и Зед сматрају Ласардову идеју бриљантном и покушавају да је успешно спроведу. Међутим, Ласардов идеолошки противник, капетан Тадеус Харис, који тежи да заузме место ректора Академије, сматра Ласардову идеју неуспешном и свим силама покушава да спречи Ласарда и његове помоћнике.
У међувремену, академија регрутује волонтере за учешће у Заједници праксе. Међу волонтерима су: згодни Томи Конкин, окретна бака госпођа Фелдман, којој је досадило да буде у старачком дому, као и два тинејџера скејтбордера Арни и Кајл, који су завршили у програму КОП као алтернатива затвору, где су био би послат на скејтборд на јавним местима.
Ласард, одмах по формирању ЦОП групе, одлази на међународну конференцију у Лондон, а Харис је именован за в.д. Заједно са поручником Карлом Проктором, којег је наследио од капетана Маузера, покушава да дискредитује ЦОП групу.
Ускоро почиње обука ЦОП групе. Током једног од тренинга, Зед спашава Кајла који је пао у базен, чиме осваја симпатије једне од чланова групе, Лауре. Између њих избија афера, због чега их Харис одмах укори. У знак одмазде, Зед ставља конзерву птичје трешње уместо дезодоранса Харису, који се тушира, због чега је Харис опекао пазух. А када Харис покуша да научи лекцију о коришћењу маске за кисеоник, Хукс повезује своју маску са резервоаром са хелијумом, након чега Харис почиње да говори „шкрипавим” гласом.
Затим Махони каже Харису и Проктору где се налази најбољи салат бар у граду, али када Харис и Проктор стигну на назначену локацију, испоставило се да је то геј бар, Плава острига. Проктор тада примећује инструкторе академије како играју кошарку и обећава да ће то пријавити Харису. Затим Махони, Хајтауер, Џонс и Зед, видевши Проктора како улази у тоалет, користе кран да преместе тезгу директно до фудбалског стадиона, након чега је уклоне, остављајући само послужавник, а Проктор у овом облику је пред очима цео стадион.
Једног дана Џонс чује како Арни, Кајл и Томи говоре да су спремни за озбиљне задатке. Исте ноћи, Махони и Јонес пробуде тројац и одводе их у мисију. Стигавши у неку уличицу, Махони и Џонс одлазе да ухапсе злочинца, а Арни, Кајл и Томи су задужени да чувају позадину. Скривајући се, Џонс репродукује звукове пуцњаве, што их озбиљно плаши. Потом се Махони и Џонс враћају и доводе „затвореног“ злочинца – чаробњака (који је заправо прерушен Хајтауер), који са собом носи свог брата „убијеног“ од стране Џонса и Махони (који је заправо прерушен Таклбери). Махони и Џонс кажу момцима да ће чаробњак и леш његовог брата ићи с њима позади. Током путовања, чаробњак почиње да баца чини на тело свог брата, што доводи момке у ступор. Убрзо оживи брат чаробњака. Арни, Кајл и Томи, уплашени, разваљују врата аутомобила и беже. Махони, Џонс, Хајтауер и Таклбери, који су извели овај трик, долазе до закључка да момци још нису спремни за озбиљне задатке.
Убрзо, инструктори академије приређују журку за чланове ЗП, али се поново појављује Харис и грди све. Махони затим размазује суперлепак Харисов звучник, што Хариса доводи у болницу са звучником залепљеним за уста.
Убрзо чланови ЗП крећу у своју прву патролу по граду. Док је у патроли, госпођа Фелдман примећује некакво складиште са људима. Мислећи да се ради о купцима украдене робе, старица покрива овај магацин. Али испоставило се да је то била тајна полицијска операција коју је госпођа Фелдман осујетила. Сада Харис има изговор да убије ЦОП програм. У овом тренутку, Ласард се враћа на академију, који жели да упозна међународну делегацију са својим програмом. Током упознавања, Проктор испитује ћелије у којима седе криминалци. Затвореници, користећи његову наивност, узимају му пиштољ од њега и беже из затвора, пошто су полицијску делегацију и њихову пратњу Хариса, Проктора и комесара Херста претходно затворили у ћелију.
Госпођа Фелдман, која примећује одбегле затворенике, обавештава све полицајце који су послати да ухвате злочинце. Таклбери и госпођа Фелдман хапсе бандите који покушавају да опљачкају банку. Калахан, Џонс и Томоко Ногата, који се вратио из Јапана, задржавају банду нинџа скривених на броду у луци. У међувремену, Махони, заједно са новинарком Клер Метсон, са којом је започео везу, прогони четворицу бандита који су украли полицијски ауто и дошли на аеромитинг. Тамо разбојници, разишавши се, отимају двокрилац и балон на врући ваздух којим полете. Махони и Клер морају сами да уђу у двокрилац и такође полете. У то време појављују се Харис и Проктор, који возећи балон, прогоне криминалце, а такође полећу Таклбери, Зед и Свичак, који су се укрцали у двокрилац. Током потере, Проктор, испаливши хитац упозорења у ваздух, погађа сопствени балон, због чега су он и Харис пали у реку, одакле их спасавају Томи, Арни и Кајл који стижу на време. У међувремену, у ваздуху, Таклбери, да би ухватио криминалце, скаче из двокрилца на њихов балон и хапси насилнике. Свичак и Зед, остављени сами, брзо губе контролу над авионом и, иако с муком, скачу са једним падобраном између себе. У овом тренутку, Махони и Клер лете довољно близу двокрилца криминалаца, након чега Махони ступа на њихов двокрилац и такође задржава криминалце. Као резултат тога, програм ЦОП је рехабилитован.